# Phasia aurulans
Phasia aurulans är en tvåvingeart som beskrevs av Johann Wilhelm Meigen 1824. Phasia aurulans ingår i släktet Phasia och familjen parasitflugor. Arten är reproducerande i Sverige. Inga underarter finns listade i Catalogue of Life.